# Monika Brandmeier
Monika Brandmeier (* 19. Januar 1959 in Kamen) ist eine deutsche Bildhauerin.

## Leben und Wirken
Monika Brandmeier studierte zunächst von 1977 bis 1982 Visuelle Kommunikation an der
Fachhochschule Dortmund und anschließend von 1986 bis 1991 an der Hochschule für Bildende Künste Braunschweig und der Kunstakademie Düsseldorf. Sie war Meisterschülerin von Erich Reusch. 1995 erhielt sie eine Professur für Gestaltungslehre und Plastische Gestaltung an der Fachhochschule Niederrhein in Krefeld.
Seit 2001 ist sie Professorin für Bildhauerei an der Hochschule für Bildende Künste Dresden.
Monika Brandmeier ist Sprecherin des Vorstandes der Stiftung Kunstfonds und Mitglied des Deutschen Künstlerbundes. Sie lebt in Berlin.

## Preise und Stipendien (Auswahl)
- 1983: Stipendium des Deutsch-Französischen Jugendwerks, Paris
- 1986: Wilhelm-Fabry-Förderpreis der Stadt Hilden
- 1987: Stipendium der Pollock-Krasner Foundation, New York
- 1989: Gast der Djerassi Foundation, Woodside, Kalifornien
- 1990: Stipendium des Philip-Morris-Künstlerprogramms, Berlin
- 1992: Stipendium des Landes Nordrhein-Westfalen, Künstlerdorf Schöppingen
- 1992: Kunstpreis der Stadt Nordhorn für Bildhauerei
- 1998: Art Omi, Artist in Residence-Aufenthalt, Ghent, NY

## Werk

### Einzelausstellungen (Auswahl)
- 2024 Reim und Blei.  drj art projects [aka dr. julius | ap], Berlin
- 2021 Eine tropische Stimmung, nur um einiges kühler. ZAK Zentrum für Aktuelle Kunst, Zitadelle Spandau, Berlin
- 2020 hauptsächlich. Galerie Heike Strelow, Frankfurt a. M.
- 2019 Betrachtung. Kunsthalle Recklinghausen
- 2019 Neigung. dr. julius | ap, Berlin
- 2017 Feststellung. dr. julius | ap, Berlin
- 2015 Weiches Licht – Neue Skulpturen und Fotoarbeiten der 90er Jahre. Galerie Conrads, Düsseldorf
- 2015 Sätze. dr. julius | ap, Berlin
- 2014 Reflexbox, Galerie Mark Müller, Zürich
- 2012 Horizontalplastik, Galerie Mueller-Roth, Stuttgart
- 2011 Galerie Califa, Horazdovice, Tschechien (mit Martin Zet)
- 2010 Galerie Matthew Bown, Berlin
- 2010 Underplaying, Galerie Polaris, Paris
- 2010 Sachverhalt, Museum für Konkrete Kunst, Ingolstadt
- 2010 Double or Twice, Galerie Mark Müller, Zürich
- 2009 Sachverhalt, Leonhardi-Museum, Dresden
- 2009 Lock, Skulpturi.dk, Kopenhagen
- 2009 Und alles Sehnen schließlich geometrisch, Galerie Conrads, Düsseldorf
- 2007 Bilder und Blicke/Pictues and Views, Museum of Contemporary Photography, Chicago
- 2004 Formatting Blick, Galerie Mark Müller, Zürich
- 2003 Galerie Polaris, Paris
- 2002 Platzwunder, Hochschule für Bildende Künste Dresden
- 2001 Volumen, Kolumba, Köln
- 1999 Hamburger Bahnhof – Museum für Gegenwart, Berlin
- 1998 more lies and a line(mit Jordan Baseman), Mario Flecha exhibition space, Girona, Spanien
- 1997 21 Zeichnungen, Galerie Otto Schweins, Köln
- 1996 Raum verpflichten (und vier Stützen), Städtische Galerie Ravensburg
- 1995 no ideas but in things. Keine Ideen außer in Dingen. Zadnych idei poza rzeczami,(mit Hartmut Böhm) The Artists´Museum, Lodz
- 1993 Albrecht Dürer Gesellschaft, Nürnberg
- 1992 R -5, L -6, James Hockey Gallery, Farnham, England
- 1992 Skulpturen Museum, Marl (mit Claudia Terstappen)
- 1992 Der normale Aufenthalt im Freien, Städtische Galerie Nordhorn
- 1990 Joint exhibition - floating scale, (mit Emiko Kasahara), Spiral Art Center, Tokio
- 1989 sehr sehr - Raumkonzept VII, Kunstraum Buchberg, Österreich (permanente Installation)
- 1989 und ein paar Schuhe wie Anführungsstriche (unten), Galerie Schütz, Frankfurt a. M.